# Győr Sharks 2022
Questa voce raccoglie le informazioni riguardanti i Győr Sharks nelle competizioni ufficiali della stagione 2022.

## Hungarian Football League 2022

### Stagione regolare
| 24 aprile 2022 2ª giornata | Miskolc Steelers | 28 – 25 | Győr Sharks |  |

| 8 maggio 2022 3ª giornata | Győr Sharks | 13 – 42 | Fehérvár Enthroners |  |

| 22 maggio 2022 4ª giornata | Budapest Wolves | 16 – 13 | Győr Sharks |  |

| 5 giugno 2022 5ª giornata | Győr Sharks | 28 – 26 | Budapest Cowbells |  |

## Statistiche di squadra
| Competizione      | %Vittorie | In casa | In casa | In casa | In casa | In casa | In casa | In trasferta | In trasferta | In trasferta | In trasferta | In trasferta | In trasferta | Totale | Totale | Totale | Totale | Totale | Totale |
| Competizione      | %Vittorie | G       | V       | N       | P       | Pf      | Ps      | G            | V            | N            | P            | Pf           | Ps           | G      | V      | N      | P      | Pf     | Ps     |
| ----------------- | --------- | ------- | ------- | ------- | ------- | ------- | ------- | ------------ | ------------ | ------------ | ------------ | ------------ | ------------ | ------ | ------ | ------ | ------ | ------ | ------ |
| Stagione regolare | .250      | 2       | 1       | 0       | 1       | 41      | 68      | 2            | 0            | 0            | 2            | 38           | 44           | 4      | 1      | 0      | 3      | 79     | 112    |
| Totale            | .250      | 2       | 1       | 0       | 1       | 41      | 68      | 2            | 0            | 0            | 2            | 38           | 44           | 4      | 1      | 0      | 3      | 79     | 112    |